# 達氏姬魚
達氏姬魚為輻鰭魚綱仙女魚目合齒魚亞目仙女魚科的一種，分布於西北太平洋區，包括台灣及琉球群島海域，棲息深度100-500公尺，棲息在大陸棚及大陸坡。

## 擴展閱讀
維基物種上的相關：達氏姬魚